# Il berretto a sonagli
Il berretto a sonagli è una commedia in due atti dello scrittore e autore teatrale italiano Luigi Pirandello. Il titolo si riferisce al berretto portato dal buffone, simbolo dello scorno pubblico a cui viene sottoposto il protagonista Ciampa e, al tempo stesso, cruda metafora dell'impossibilità di mostrare il proprio vero io alla collettività.
La storia si svolge in una cittadina siciliana dell'interno, nel tempo presente.

## Nascita della commedia
La commedia, che riprende le tematiche delle due novelle La verità (1912) e Certi obblighi (1912), venne scritta nell'agosto 1916 in lingua siciliana per l'attore Angelo Musco con il titolo 'A birritta cu' i ciancianeddi. In questa versione fu messa in scena dalla compagnia di Musco a Roma, al Teatro Nazionale, il 27 giugno 1917. Il nullaosta per la rappresentazione venne dato dalla prefettura di Palermo l'8 settembre 1917.
I lavori per la rappresentazione della pièce furono caratterizzati dalle continue tensioni tra Musco ed il professore (con questo nome Musco usava chiamare Pirandello). I conflitti erano dovuti alle diverse aspettative: la commedia doveva, secondo Pirandello, concentrarsi sui paradossi del personaggio e dell'esistenza, mentre Musco voleva, da attore abituato a rappresentazioni brillanti, sottolinearne l'aspetto comico.
Musco, avendo il ruolo di capocomico, riuscì a portare in scena una versione accorciata di parecchio. A detta della maggior parte degli studiosi, i tagli operati da Musco alla versione siciliana sarebbero la causa di un fatto abbastanza curioso: la versione italiana, preparata alcuni anni più tardi da Pirandello, corrisponde all'incirca alla versione ridotta, messa in scena dalla compagnia di Musco. Il professore infatti avrebbe perso nel frattempo il manoscritto con la versione originale in siciliano.
La versione abbreviata non s'incentra più su quello che è il personaggio principale della commedia in siciliano, cioè Beatrice, ma tende invece a mettere in risalto Ciampa, ossia il suo antagonista.
Nell'estate del 1918 Pirandello terminò la versione in italiano, che fu rappresentata il 15 dicembre 1923 al teatro Morgana di Roma dalla compagnia di Gastone Monaldi. Gli effetti comici della versione in siciliano erano andati in buona parte perduti. A causa del notevole ritardo della prima rappresentazione, il pezzo riscosse tiepidi consensi.
Nel 1936 Eduardo De Filippo ne fece un adattamento in napoletano, poi rappresentato per la televisione nel 1981.

## Personaggi
- Beatrice Fiorica: propensa agli sbalzi di umore, la signora Fiorica è fuori di sé a causa del tradimento del marito, il quale approfitta della sua altissima posizione sociale per tradirla con la moglie del suo segretario, il signor Ciampa, rimanendo impunito.
- La Saracena: secondo la gente del luogo, è «una donna insieme alla quale in questa città è meglio non farsi vedere.» Difatti è lei che consiglia a Beatrice di vendicarsi denunciando il tradimento.
- Fana: è l'anziana serva che ha allevato Beatrice quand'era piccola, ed è probabilmente la persona che la conosce meglio; è espressione di un tempo passato in cui la donna era completamente asservita all'uomo, pertanto non comprende la rabbia di Beatrice e dunque la invita alla calma ed alla diplomazia.
- Fifì Labella: fratello minore di Beatrice, viveur approfittatore ed egoista; avendo contratto debiti al gioco, cerca l'appoggio della sorella Beatrice, benché sia in genere disposto a comportarsi come meglio dettano le opportunità. Pur essendo di famiglia benestante, non ha diretto accesso ai beni della famiglia Labella.
- Ciampa: scrivano del Cavalier Fiorica, assume il ruolo di becco, di uomo tradito; ha il dovere di evitare gli scandali e tenere pulito il nome della sua famiglia; in caso contrario, sarà costretto ad uccidere la moglie per salvare la faccia e l'onore. È quindi nettamente contrario ad ogni denuncia che renda pubblico il tradimento della moglie.
- Nina: moglie di Ciampa, molto più giovane di lui, è da tutti definita come pura e di buon cuore; pare tuttavia che, in assenza del marito, abbia mostrato con spudoratezza i gioielli ricevuti in dono dal cavaliere, fino al giorno in cui viene vista in paese dalla Saracena, che riferirà il tutto a Beatrice dando il via alla vicenda.
- Assunta: vedova Labella, dunque madre di Beatrice, è disposta a sacrificare la felicità e la libertà di sua figlia in nome della rispettabilità del suo nome.
- Delegato Spanò: tipico vicecommissario di provincia: è soggetto agli ordini del Cavaliere e ha in un certo senso anche il ruolo di avvocato di famiglia. Pavido e disposto ad andare contro la stessa Legge che rappresenta pur di sottrarsi a compiti ingrati, rappresenta in qualche modo la visione negativa che Pirandello aveva dello Stato.

Vengono inoltre menzionati, senza mai apparire, due personaggi molto importanti per la trama:
- Cavalier Fiorica: marito di Beatrice, è un ricco commerciante perennemente in viaggio, donnaiolo e traffichino; da quanto dicono gli altri personaggi è anche un uomo molto irascibile, talvolta violento.
- Commissario Logatto: un incapace poliziotto calabrese che viene di proposito mandato da Spanò a tendere l'imboscata ai due fedifraghi.

## Trama

### Primo atto
Beatrice Fiorica viene a sapere dalla cosiddetta Saracena che suo marito, il cavalier Fiorica, ha una tresca con Nina, giovane moglie del suo scrivano Ciampa; la Saracena aizza la sua gelosia rivelandole che Nina suole sfoggiare, in assenza del legittimo marito, i preziosi gioielli donatile dall'amante: infatti quest'ultimo, tornando il mattino dopo da un viaggio a Palermo, donerà all'amante una preziosissima collana. Tradita e vilipesa, Beatrice cede ai suoi umori mutevoli e decide di convocare a sé il delegato Spanò per sporgere denuncia per adulterio nei confronti del marito; nulla può la vecchia donna di servizio Fana, che con tutte le sue forze cerca di convincere Beatrice a desistere.
Mentre attende l'arrivo di Spanò, Beatrice riceve la visita di suo fratello, il viveur Fifì, che le restituisce parte di una somma che lei gli aveva prestato per pagare dei debiti di gioco. Il ragazzo è a conoscenza dei piani della sorella e tenta di dissuaderla, poiché un tale scandalo causerebbe la rovina dell'intera famiglia; Beatrice però insiste nel suo proposito, dichiarando che preferisce la libertà alla ricchezza. Mentre i due battibeccano arriva Ciampa, convocato da Beatrice: la donna, che non gli risparmia insulti e insinuazioni, gli ordina di recarsi a Palermo in modo da avere campo libero per attuare il suo piano, e per sommo dileggio gli chiede di comprare coi soldi restituitile da Fifì una collana identica a quella che il Cavaliere donerà a Nina. Ciampa, servile, sopporta tutte le umiliazioni inflittegli dalla donna, ben consapevole di dipendere economicamente dai Fiorica; tuttavia la invita sottilmente a usare la ragione e a dare una giratina allo strumento:
CIAMPA: La corda civile, signora. Deve sapere che abbiamo tutti come tre corde d'orologio in testa.

(Con la mano destra chiusa come se tenesse tra l'indice e il pollice una chiavetta, fa l'atto di dare una mandata prima sulla tempia destra, poi in mezzo alla fronte, poi sulla tempia sinistra.)

La seria, la civile, la pazza. Soprattutto, dovendo vivere in società, ci serve la civile; per cui sta qua, in mezzo alla fronte. ‑ Ci mangeremmo tutti, signora mia, l'un l'altro, come tanti cani arrabbiati. ‑ Non si può. ‑ Io mi mangerei ‑ per modo d'esempio ‑ il signor Fifì. ‑ Non si può. E che faccio allora? Do una giratina così alla corda civile e gli vado innanzi con cera sorridente, la mano protesa: ‑ «Oh, quanto m'è grato vedervi, caro il mio signor Fifì!». Capisce, signora? Ma può venire il momento che le acque s'intorbidano. E allora... allora io cerco, prima, di girare qua la corda seria, per chiarire, rimettere le cose a posto, dare le mie ragioni, dire quattro e quattr'otto, senza tante storie, quello che devo. Che se poi non mi riesce in nessun modo, sferro, signora, la corda pazza, perdo la vista degli occhi e non so più quello che faccio!»
Uscito Ciampa arriva il delegato Spanò, il quale cerca di sottrarsi all'ingrato compito di accettare la denuncia per non dover poi tentare di cogliere il Cavaliere in flagrante con Nina; a nulla valgono tuttavia le sue proteste, né quelle di Ciampa che, poco dopo, torna in compagnia della stessa Nina proponendo che ella rimanga a far compagnia a Beatrice in attesa che torni il Cavaliere. Furiosa per aver visto la sua rivale Beatrice scaccia i due coniugi, non prima di essersi fatta consegnare da Ciampa le chiavi dello sgabuzzino dove i due amanti sono soliti incontrarsi, in modo che Spanò possa organizzare l'imboscata.

### Secondo atto
Sono passati due giorni. La perquisizione ordita da Beatrice e Spanò ha portato all'arresto del cavalier Fiorica e di Nina: la donna esulta della sua vendetta, senza sapere che il delegato Spanò, per non compromettersi con il Cavaliere, ha evitato di partecipare all'azione mandando al suo posto un inetto collega calabrese il quale, pur avendo con tutta probabilità colto in flagrante la coppia adultera, ha redatto un verbale sconclusionato dietro dettatura dello stesso Spanò. Il delegato, per non mettersi contro il Cavaliere, cerca infatti di imbrogliare le carte suggerendo che l'arresto sia stato motivato non dall'adulterio, ma da un presunto attacco d'ira: secondo il verbale l'incontro tra i due amanti sarebbe stato casuale e assolutamente casto; provocato dall'ingiusta perquisizione, il Cavaliere sarebbe dunque montato su tutte le furie oltraggiando le forze dell'ordine; Nina, invece, sarebbe stata arrestata poiché vestita "in maniera sconveniente", ma non certo nuda come insinua Beatrice. A peggiorare le cose ci sarebbe che la denuncia di Beatrice sarebbe nata da un pettegolezzo e non da prove concrete; lo stratagemma della collana, infine, potrebbe ritorcerlesi contro, poiché quella donata a Nina dal Cavaliere può essere scambiata con quella comperata da Ciampa. Beatrice è sconvolta da queste rivelazioni, ma ancora non cede: anche se i due amanti venissero rilasciati lo scandalo è ormai scoppiato, ed è assai difficile che la gente del posto possa credere veramente alla versione di Spanò. Fifì e la madre dei due fratelli, donna Assunta, tentano di convincere Beatrice a ritirare la denuncia e allontanarsi per qualche tempo da casa, ma invano.
A quel punto arriva Ciampa, fuori di sé dalla rabbia e dal dolore; l'uomo rivela a Beatrice di aver sempre nutrito, come lei, il sospetto della tresca tra Nina e il Cavaliere, ma che a differenza sua aveva sempre evitato di indagare poiché l'amore verso sua moglie e la dipendenza dai Fiorica erano tali da indurlo a soprassedere. Durante la visita di due giorni prima, Ciampa aveva tentato di dissuadere Beatrice dai suoi propositi, i quali hanno avuto l'unico effetto di marchiare d'infamia tre persone: il Cavaliere e Nina come adulteri, e lui stesso come becco, ossia cornuto. L'unico modo per salvare il suo onore, a questo punto, sarebbe uccidere i due amanti: Ciampa minaccia inoltre di morte chiunque si frapponga tra lui e questo proposito, gettando nella disperazione tutti i presenti.
Beatrice comprende l'enormità del suo gesto e dichiara di non volere la morte di suo marito e di Nina; Ciampa riesce quindi a capovolgere la situazione in suo favore proponendo di avvalorare la tesi del delegato con uno stratagemma: bisognerà far credere a tutti che Beatrice sia pazza e che abbia totalmente immaginato il tradimento. L'idea di Ciampa piace a tutti tranne naturalmente a Beatrice; messa sotto pressione da sua madre e da Fifì, la donna viene però indotta a convincersi che per il bene di tutti sia meglio recitare il ruolo della pazza e farsi  ricoverare per qualche tempo in una casa di cura. Come Beatrice impara a sue spese, mostrare in faccia a tutti la nuda verità si rivela quindi assai problematico:
Beatrice comincia a gridare contro Ciampa e gli altri presenti, che la trascinano via. Rimasto solo, lo scrivano esplode in una selvaggia risata, amara e liberatoria al tempo stesso.

## Tematiche della commedia
Diversi personaggi di questa commedia si trovano in una situazione di dilemma, di tipiche situazioni paradossali in cui l'individuo resta quasi senza via di uscita.
- Fana, la vecchia balia, sa che Beatrice vuole denunciare l'adulterio del marito e quindi sarebbe suo dovere evitare disastri e riferire tutto al fratello di Beatrice, Fifì, affinché quest'ultimo la convinca a non commettere pazzie; d'altro canto, non può farlo perché, come serva obbediente, non può opporsi alla padrona Beatrice che le ha imposto il silenzio.

- Il delegato Spanò dovrebbe accettare la denuncia, ma sa che, adempiendo al suo dovere di funzionario, si metterebbe contro il cavaliere che è in pratica il suo padrone.

- Ciampa ama la moglie e soffre, ma deve tollerare l'adulterio da parte del cavaliere, cui egli è asservito; inoltre, pur amando profondamente la sua donna, nello stesso tempo pensa di ucciderla.

Meno ricco di conflitti è il caso di Beatrice, ma il suo atteggiamento privo di dubbi o ripensamenti viene presto punito.
Un tema sicuramente di primo piano è quello che emerge dalla novella Certi obblighi ripresa dalla commedia: l'individuo è costretto a difendere il suo prestigio sociale, il pupo, quel pupazzo con cui nascondiamo la meschina realtà di ognuno di noi, anche a costo di pagare un prezzo altissimo, sino al punto che Ciampa, per mantenere integro il suo onore, potrebbe essere costretto ad uccidere la moglie (fatto che accade effettivamente nella principale novella ispiratrice della commedia, La verità).